# Euteliella eriopoides
Euteliella eriopoides är en fjärilsart som beskrevs av Walter Karl Johann Roepke 1938. Euteliella eriopoides ingår i släktet Euteliella och familjen nattflyn. Inga underarter finns listade i Catalogue of Life.